# Damon Herriman
Damon Herriman (Adelaida, Australia Meridional; 31 de marzo de 1970) es un actor de cine y televisión australiano.

## Biografía
Damon es hijo del actor Noel Herriman.

## Carrera
En 1998 apareció como invitado en varios episodios de la serie médica All Saints donde interpretó a Danny Bucknell hasta 1999.
En el 2000 dio vida a Todd Grierson en la serie policíaca Water Rats hasta el 2001, anteriormente había aparecido por primera vez en la serie en 1997 donde había interpretado a Gerry Bourke en el episodio "Fireworks".
En el 2002 apareció en el vídeo musical "Liar" del artista Eskimo Joe junto a los actores Kieran Darcy-Smith, Terry Serio, Tony Lynch y Justin Smith, el video fue dirigido por Nash Edgerton.
En el 2004 interpretó a Dale Kemp en la serie policíaca Stingers. Ese mismo año se unió al elenco recurrente de la serie Love My Way, donde dio vida a George Wagstaffe hasta el 2006.
En el 2010 apareció en la popular serie Offspring donde interpretó a Boyd Carlisle. Ese mismo año interpretó a Dwayne Simmons en un episodio de la serie norteamericana CSI: Crime Scene Investigation, también apareció por primera vez en la serie Justified donde interpretó en forma recurrente a Dewey Crowe, un amigo de Boyd Crowder (Walton Goggins) hasta el 2012.
En el 2011 se unió al elenco de la película dramática J. Edgar donde interpretó al criminal Bruno Hauptmann. La película fue dirigida por Clint Eastwood y está basada en la vida de J. Edgar Hoover, el primer director de la Oficina Federal de Investigación (FBI).
En el 2012 se unió al elenco de la segunda y última temporada de la serie Laid donde interpretó a Marcus Dwyer. Ese mismo año apareció en la serie norteamericana Vegas donde interpretó al señor Jones en varios episodios hasta el 2013.
En el 2013 apareció en la película El llanero solitario protagonizada por Johnny Depp y Armie Hammer.
En el 2014 apareció en la miniserie Never Tear Us Apart: The Untold Story of INXS donde interpretó a Chris "CM" Murphy, el mánager de la banda australiana de rock INXS.
En marzo del 2014 se anunció que Damon se había unido al elenco recurrente del nuevo drama Battle Creek donde dará vida al detective de la policía Niblet.
Ese mismo mes y año se anunció que Damon se había unido al elenco de la serie dramática Flesh and Bone donde dará vida a Romeo en el 2015.
En agosto del 2015 se anunció que Anna se había unido al elenco principal de la nueva miniserie política de seis partes The Secret City's donde interpretará a la analista Kim Gordon. En la miniserie compartirá créditos con los actores Alex Dimitriades, Dan Wyllie, Alan Dale, Jacki Weaver y Anna Torv, y fue estrenada en marzo del 2016.
Durante el 2019 Herriman interpreta al reconocido criminal y líder sectario Charles Manson en dos diferentes proyectos, primero para la serie original de Netflix, Mindhunter y después para la película Once Upon a Time in Hollywood del director Quentin Tarantino, donde volvió a encarnar al líder de la secta la familia Manson.

## Filmografía

### Series de televisión
| Año                  | Serie                                           | Personaje              | Notas                       |
| -------------------- | ----------------------------------------------- | ---------------------- | --------------------------- |
| 2023                 | The Artful Dodger                               | Captain Lucien Gaines  | 8 episodios                 |
| 2022                 | The Tourist                                     | Lachlan Rogers         |                             |
| 2019-presente        | Mindhunter                                      | Charles Manson         | 1 episodio                  |
| 2019-presente        | Lambs of God                                    | Padre Bob              | miniserie                   |
| 2018-presente        | Mr Inbetween                                    | Freddy                 | 5 episodios                 |
| 2018                 | Squinters                                       | Miles                  | 4 episodios                 |
| 2017                 | All Thumbs                                      | -                      | -                           |
| 2016-2017            | Incorporated                                    | Jonathan Hendrick/Reed | 9 episodios                 |
| 2016                 | Quarry                                          | Buddy                  | 8 episodios                 |
| 2016                 | No Activity                                     | Bernie                 | 5 episodios                 |
| 2017                 | Top of the Lake                                 | Toni Bolotti           | episodio # 2.3              |
| 2016                 | Secret City                                     | Kim Gordo              | 6 episodios - miniserie     |
| 2015                 | Scorpion                                        | Gleason                | episodio "US vs. UN vs. UK" |
| 2015                 | Flesh and Bone                                  | Romeo                  | 8 episodios - miniserie     |
| 2015                 | Battle Creek                                    | Detective Niblet       | 9 episodios                 |
| 2010-2012, 2014-2015 | Justified                                       | Dewey Crowe            | 22 episodios                |
| 2014                 | Never Tear Us Apart: The Untold Story of INXS   | Chris Murphy           | 2 episodios - miniserie     |
| 2012-2013            | Vegas                                           | Mr. Jones              | 4 episodios                 |
| 2013                 | The Elegant Gentleman's Guide to Knife Fighting | Varios Personajes      | 6 episodios                 |
| 2012                 | The Strange Calls                               | Adrian                 | episodio "Roots"            |
| 2012                 | Laid                                            | Marcus Dwyer           | 6 episodios                 |
| 2011                 | Breaking Bad                                    | Scary Skell            | episodio "Cornered"         |
| 2011                 | Wilfred                                         | Jesse                  | episodio "Fear"             |
| 2010                 | Rake                                            | Detective Maraco       | 2 episodios                 |
| 2010                 | CSI: Crime Scene Investigation                  | Dwayne Simmons         | episodio "Wild Life"        |
| 2010                 | Offspring                                       | Boyd Carlisle          | 3 episodios                 |
| 2010                 | Satisfaction                                    | Dominic                | episodio "Bug Crush"        |
| 2009                 | Chandon Pictures                                | Scotty Cornish         | episodio "Rockstar"         |
| 2008                 | Cold Case                                       | John Smith             | episodio "The Road"         |
| 2007                 | The Loop                                        | Harald Juvlunktinston  | episodio "Windows"          |
| 2006                 | Stupid Stupid Man                               | Pippy                  | episodio "The Cobra"        |
| 2006                 | The Unit                                        | Sargento Parker        | episodio "Old Home Week"    |
| 2004-2006            | Love My Way                                     | George Wagstaffe       | 18 episodios                |
| 2004                 | The Cooks                                       | Nigel                  | episodio "Beef with You"    |
| 2004                 | Stingers                                        | Dale Kemp              | episodio "The Weakest Link" |
| 2000-2001            | Water Rats                                      | Todd Grierson          | 3 episodios                 |
| 2001                 | Flat Chat                                       | -                      | episodio "The Old Flame"    |
| 1998-1999            | All Saints                                      | Danny Bucknell         | 8 episodios                 |
| 1998                 | Murder Call                                     | Lindsay Cramer         | 2 episodios                 |
| 1991                 | Brides of Christ                                | Grant                  | miniserie                   |
| 1991                 | The Miraculous Mellops                          | Felix                  | 3 episodios                 |
| 1990                 | Elly & Jools                                    | Liam O'Farrell         | -                           |
| 1988                 | The Flying Doctors                              | Donnie White           | 2 episodios                 |
| 1982                 | Taurus Rising                                   | Phil Drysdale          | -                           |
| 1981                 | The Patchwork Hero                              | Hardy Jamieson         | -                           |
| 1976                 | The Sullivans                                   | Frank Errol            | -                           |

### Películas
| Año  | Título                            | Personaje              | Notas |
| ---- | --------------------------------- | ---------------------- | --- |
| 2023 | The Bikeriders                    | Brucie                 | |
| 2023 | The Portable Door                 | Monty Smith-Gregg      | |
| 2021 | Mortal Kombat                     | Kabal                  | Solo la voz, físicamente el personaje es interpretado por Daniel Nelson.                                 |
| 2019 | Érase una vez en Hollywood        | Charles Manson         | Junto a Brad Pitt, Leonardo DiCaprio, Margot Robbie y Al Pacino                                          |
| 2016 | The Eleven O'Clock                | doctor Nathan Klein    | Corto. Junto a Josh Lawson                                                                               |
| 2015 | Down Under                        | Jason                  | junto a Lincoln Younes, Rahel Romahn, Alexander England, Ryan O'Kane, Justin Rosniak & David Field       |
| 2014 | The Water Diviner                 | Padre McIntyre         | junto a Olga Kurylenko, Russell Crowe, Jai Courtney, Isabel Lucas, Ryan Corr & Jacqueline McKenzie       |
| 2014 | The Little Death                  | Dan                    | junto a Bojana Novakovic, Josh Lawson, Lisa McCune, Lachy Hulme & Patrick Brammall                       |
| 2014 | Son of a Gun                      | Soldado Wilson         | junto a Ewan McGregor, Brenton Thwaites, Nash Edgerton, Jacek Koman & Matthew Nable                      |
| 2014 | Christmas Eve, 1914               | George Swinburne       | junto a James Scott, Xander Berkeley, Cameron Daddo, Nate Jones, Lance Guest y Cody Fern                 |
| 2014 | The Broken Shore                  | Jamie Burgouyne        | junto a Claudia Karvan, Dan Wyllie, Erik Thomson, Anthony Hayes & Catherine McClements                   |
| 2013 | The Outlaw Michael Howe           | Michael Howe           | junto a Brendan Cowell, Mirrah Foulkes, Matt Day & Damon Gameau                                          |
| 2013 | The Lone Ranger                   | Ray                    | junto a Johnny Depp, Helena Bonham Carter, Armie Hammer, William Fichtner & Tom Wilkinson                |
| 2013 | Record                            | Jamie                  | corto - junto a Claire van der Boom & Darrien Skylar                                                     |
| 2013 | Wishart                           | Andy Wishart           | junto a Megan Drury, Rowan Woods & Nick Meyers                                                           |
| 2012 | 100 Bloody Acres                  | Reg Morgan             | junto a Anna McGahan, Angus Sampson, Oliver Ackland & John Jarratt                                       |
| 2011 | J. Edgar                          | Bruno Hauptmann        | junto a Leonardo DiCaprio, Armie Hammer, Naomi Watts, Judi Dench, Josh Lucas & Dermot Mulroney           |
| 2011 | Pet                               | Daniel                 | corto - junto a Josh Lawson & Angus King                                                                 |
| 2011 | Monkeys                           | Camarero               | corto - junto a Damian Walshe-Howling & Krew Boylan                                                      |
| 2011 | Commercialisms                    | Director               | corto - junto a Felix Williamson, Rory Williamson, Alyssa McClelland & Tom O'Sullivan                    |
| 2011 | The Last Time I Saw Michael Gregg | Curtis                 | junto a Wayne Blair, Cate Blanchett, Rhys Muldoon, Zoe Carides & Essie Davis                             |
| 2010 | Call Centre                       | Hugo                   | corto - junto a Victoria Thaine & Mark Priestley                                                         |
| 2010 | Shock                             | Anunciador de Radio    | corto - junto a Josh Quong Tart, Felix Williamson, Patrick Brammall & Helen Dallimore                    |
| 2009 | The News                          | Daniels                | corto - junto a Jessica Donoghue                                                                         |
| 2009 | Lost & Found                      | Anthony Eckel          | junto a Josh Cooke, Brian Cox & Katee Sackhoff                                                           |
| 2008 | Winged Creatures                  | Ministro               | junto a Kate Beckinsale, Forest Whitaker, Guy Pearce & Dakota Fanning                                    |
| 2008 | The Square                        | Eddie                  | junto a Claire van der Boom, Peter Phelps, Anthony Hayes, Joel Edgerton & Hanna Mangan Lawrence          |
| 2008 | Redbelt                           | Oficial en la Arena    | junto a Max Martini, Chiwetel Ejiofor, Alice Braga, Emily Mortimer, Randy Couture & Rodrigo Santoro      |
| 2008 | Bella                             | Repartidor de Pizza    | corto - junto a Sarah Dimarco, Arianthe Galani, Robin Queree & Richard Huggett                           |
| 2007 | Lens Love Story                   | Len                    | corto - junto a Kerry Walker & Mia Wasikowska                                                            |
| 2006 | Can I Call You                    | John                   | corto - junto a Abby Coleman                                                                             |
| 2006 | Fainting Your Way to the Top      | Presentador            | corto - junto a Michael Howlett & Jessica Chapnik                                                        |
| 2006 | Candy                             | Roger Moylan           | corto - junto a Abbie Cornish, Heath Ledger, Geoffrey Rush, Noni Hazlehurst, Noel Herriman & Tara Morice |
| 2005 | House of Wax                      | Lester Sinclair        | junto a Elisha Cuthbert, Jared Padalecki & Emma Lung                                                     |
| 2005 | A Family Legacy                   | Comentador Australiano | corto - junto a Danny Adcock, Nathaniel Dean, Matthew Le Nevez & Felix Williamson                        |
| 2005 | Son of the Mask                   | Empleado               | junto a Jamie Kennedy, Alan Cumming, Liam Falconer, Steven Wright & Kal Penn                             |
| 2004 | Post                              | 1st AD                 | corto - junto a Abe Forsythe, Andrew Mackinnon & Jessica Napier                                          |
| 2004 | Chipman                           | Chipman                | corto - junto a Sallyanne Ryan                                                                           |
| 2004 | Soar                              | Jack                   | corto - junto a Rupert Reid & Tone Moore                                                                 |
| 2003 | Ned                               | Steve Hart             | junto a Felix Williamson, Abe Forsythe, Andrew Daddo, Josef Ber, Michala Banas & Ryan Johnson            |
| 2003 | Fuel                              | Operador               | corto - junto a Michael Booth, Rita Kalnejais & Penny McNamee                                            |
| 2001 | South Pacific                     | Profesor               | junto a Glenn Close, Natalie Mendoza, Steve Bastoni, Kimberley Davies & Salvatore Coco                   |
| 2001 | The Hitch                         | Hitchhiker             | corto - junto a Steve Le Marquand, Michael Booth & Danny Morse                                           |
| 1998 | Praise                            | Skinhead               | junto a Joel Edgerton, Marta Dusseldorp, Jason Clarke & Loene Carmen                                     |
| 1998 | Meteorites!                       | Nick                   | junto a Tom Wopat, Roxanne Hart, Abby Meates & Marshall Napier                                           |
| 1998 | They                              | Five                   | corto - junto a Ron Falk, Doug Scroope, Matt Ponsonby & Denise Kirby                                     |
| 1990 | The Big Steal                     | Mark Jorgensen         | junto a Ben Mendelsohn, Claudia Karvan, Marshall Napier & Steve Bisley                                   |
| 1990 | Call Me Mr. Brown                 | Joven                  | junto a Chris Haywood, Russell Kiefel, Bill Hunter & Max Cullen                                          |
| 1983 | For the Term of His Natural Life  | Blinker                | junto a Diane Cilento, Robert Coleby, Jeremy Coote & Colin Friels                                        |
| 1982 | Sara Dane                         | David                  | junto a Juliet Jordan, Harold Hopkins, Brenton Whittle, Sean Scully & Roger Oakley                       |

### Director, escritor, productor y director de fotografía
| Año  | Título          | Notas                                                 |
| ---- | --------------- | ----------------------------------------------------- |
| 2006 | The Faking Game | corto - director, escritor, productor & cinematógrafo |
| 2004 | Soar            | corto - escritor                                      |
| 2001 | The Hitch       | corto - director, escritor & productor                |
| 1999 | The Date        | corto - director, escritor & co-productor             |
| 1998 | They            | corto - escritor & productor                          |

### Música
| Año  | Título          | Notas                          |
| ---- | --------------- | ------------------------------ |
| 2006 | The Faking Game | escribió "Ricky and Chris"     |
| 2001 | The Hitch       | escribió "Love You Till I Die" |

### Videos musicales
| Año  | Artista    | Canción | Notas                        |
| ---- | ---------- | ------- | ---------------------------- |
| 2002 | Eskimo Joe | "Liar"  | apareció en el video musical |

### Teatro
| Año        | Título                     | Personaje | Director          | Teatro               | Notas                                                               |
| ---------- | -------------------------- | --------- | ----------------- | -------------------- | ------------------------------------------------------------------- |
| 2009       | Tot Mom                    | -         | Steven Soderbergh | Wharf Theatre        | junto a Wayne Blair, Zoe Carides, Rhys Muldoon & Essie Davis        |
| 2008       | The Pillowman              | Katurian  | Craig Ilott       | Melbourne Theatre    | junto a Marton Csokas, Dan Wyllie, Steve Rodgers & Amanda Bishop    |
| 2005       | Broken Valley              | -         | Anthony Weigh     | Belvoir St. Theatre  | junto a Tony Barry, Drew Forsythe, Hayley McElhinney & Susie Porter |
| 2005       | The Spook                  | -         | Neil Armfield     | Glen St. Theatre     | junto a Steve Le Marquand, Anna Lise Phillips & Kerry Walker        |
| 2004       | Light On The Hill          | -         | Neil Armfield     | Belvoir St. Theatre  | junto a Drew Forsythe, Steve Rodgers, Rebecca Massey & Kerry Walker |
| 2004       | Petunia Takes Tea          | -         | Laurisa Poulos    | Newtown Theatre      | junto a Rose Byrne & Anna Lise Phillips                             |
| 2002       | Buried Child               | -         | Gale Edwards      | Belvoir St. Theatre  | junto a Max Cullen, Judi Farr, Steve Le Marquand & Kate Mulvany     |
| 2002       | Presence                   | -         | Ros Horin         | Stables Theatre      | junto a Lynette Curran, Leon Ford, Rita Kalnejais & Martin Vaughan  |
| 1999       | Laughter on the 23rd Floor | -         | Adam Cook         | -                    | junto a Garry McDonald, Matthew Newton & Susan Prior                |
| 1998       | Sanctuary                  | -         | Richard Buckham   | Lakeview St. Theatre | junto a John Derum                                                  |
| 1994       | Two Weeks with the Queen   | -         | Wayne Harrison    | Cremorne Theatre     | junto a Andrew McFarlane, Lisa Kenna & Denise Kirby                 |
| 1993       | Summer of the Aliens       | -         | Angela Chaplin    | Wharf Theatre        | junto a Toni Collette, Chris Haywood & Penny Cook                   |
| 1992, 1993 | St James Infirmary         | -         | Bruce Myles       | Russell St. Theatre  | junto a Denis Moore, Glenda Linscott, Fiona Spence & Alison Whyte   |
| 1992       | Lost in Yonkers            | -         | Philip Cusack     | Lyric Theatre        | junto a Ruth Cracknell, Nicholas Hammond & Pamela Rabe              |
| 1990       | Operation Holy Mountain    | -         | Helmut Bakaitis   | Q Theatre            | junto a Rodney Bell, Toni Collette & Julia MacDougall               |
| 1988       | Brighton Beach Memoirs     | -         | Phyllis Burford   | Arts Theatre         | junto a Bernadette Cashel, Tony Haslam & Christina Page             |
| 1979       | Auntie Mame                | -         | -                 | Royalty Theatre      | junto a Penny Arnold, David Ashton & Noel Herriman                  |

## Premios y nominaciones
| Año  | Categoría                                            | Premio                                              | Serie/Película  | Resultado |
| ---- | ---------------------------------------------------- | --------------------------------------------------- | --------------- | --------- |
| 2018 | Most Outstanding Actor                               | Logie Award                                         | Riot            | Nominado  |
| 2016 | Best Guest Or Supporting Actor In A Television Drama | AACTA Award                                         | Secret City     | Ganador   |
| 2013 | Best Performance in a Television Comedy              | AACTA Award                                         | Laid            | Nominado  |
| 2012 | Best Performance in a Television Comedy              | AACTA Award                                         | Laid            | Nominado  |
| 2012 | Best Outstanding Actor                               | Golden Nymph Award                                  | Laid            | Nominado  |
| 2008 | Best Actor (empate con Luke Elliot)                  | St Kilda Film Festival Award                        | Lens Love Story | Ganador   |
| 2004 | Best Achievement in Original Screenplay              | Flickerfest International Short Film Festival Award | Soar            | Ganador   |
| 1989 | Excellence in a performance by a Juvenile            | Penquin Award                                       | -               | Ganador   |